# Station Stare Drzewce
Station Stare Drzewce is een spoorwegstation in de Poolse plaats Nowe Drzewce.